# Stellwerk

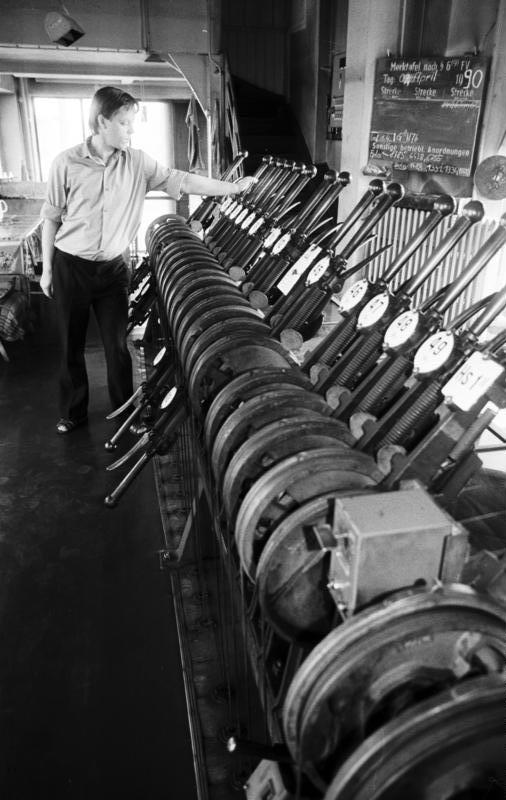
Mechanisches Stellwerk, Bauform Jüdel 1910 (1990)

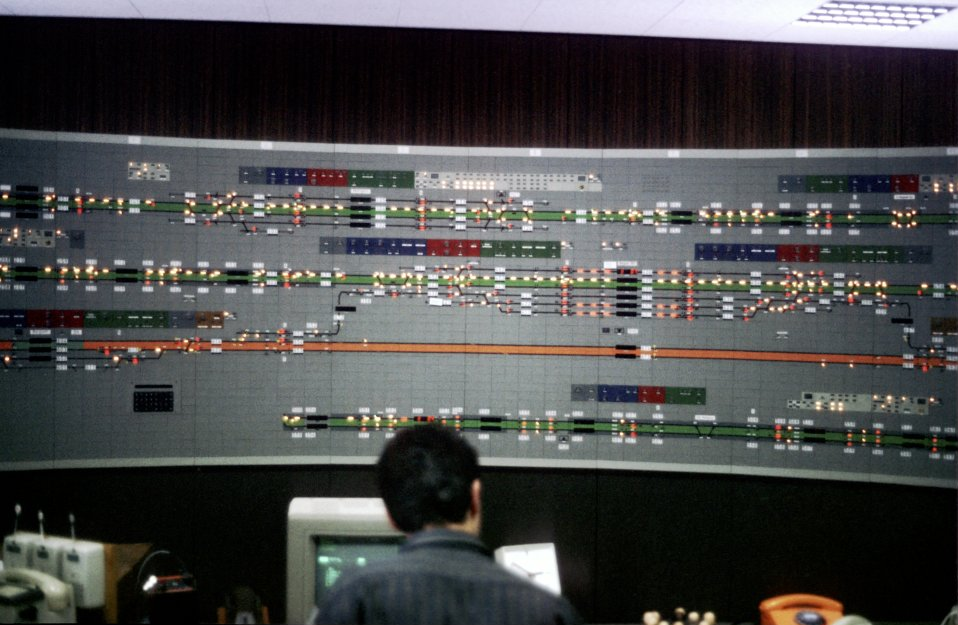
Stellwerk Burgsinn Bbf (1988)

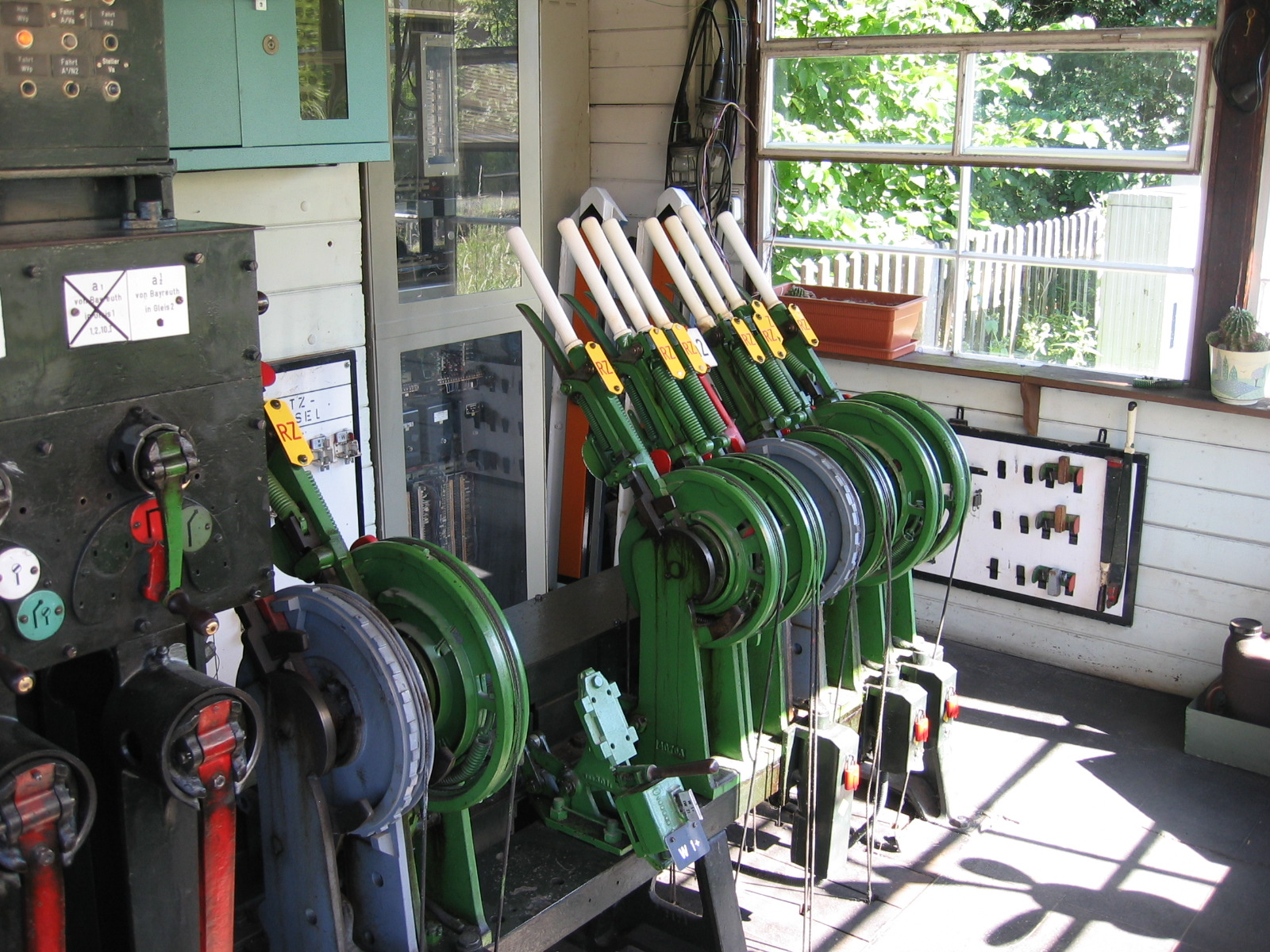
Stellwerk Bindlach, Bauform Jüdel (2006)

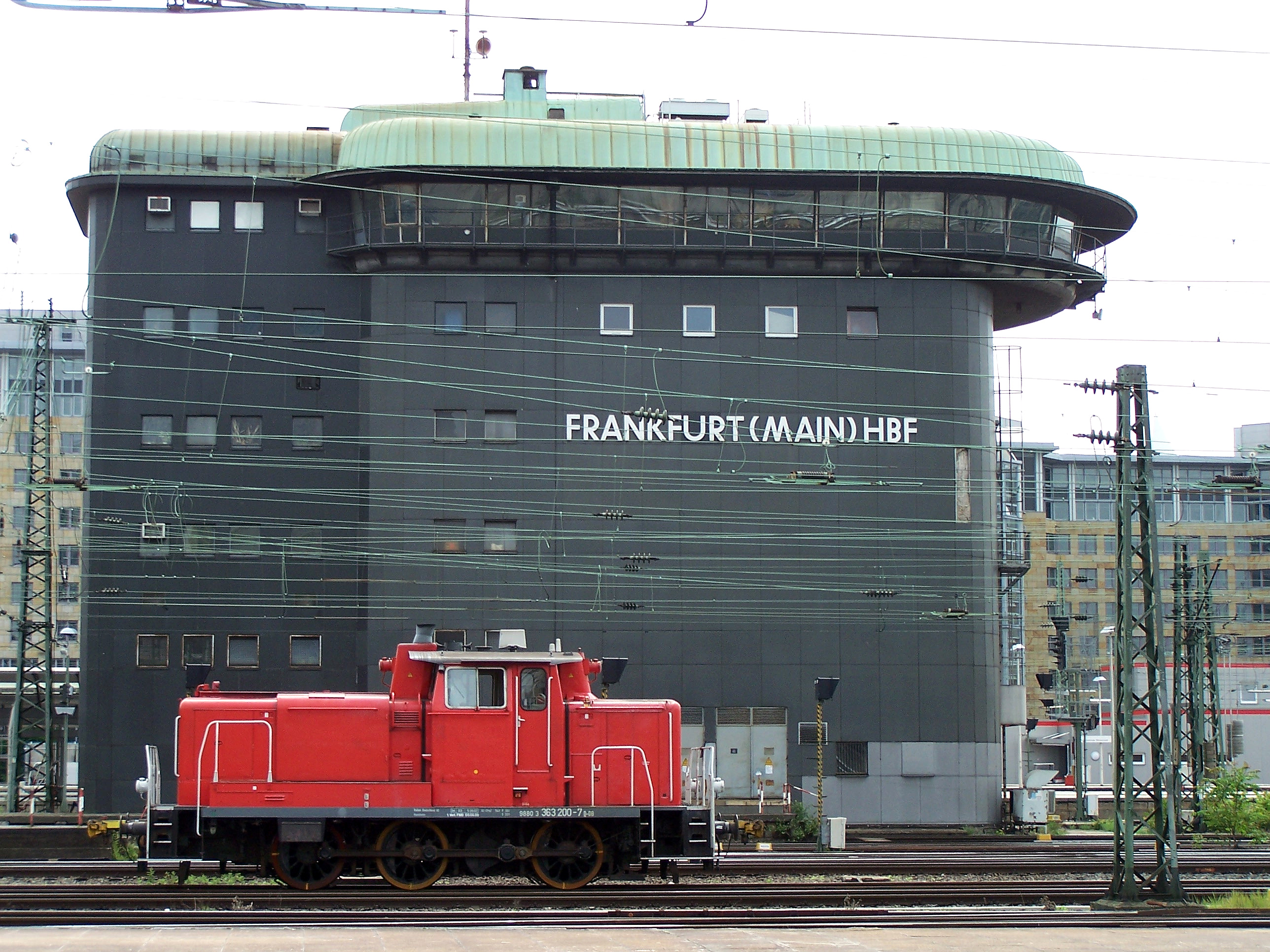
Ehemaliges Zentralstellwerk des Bahnhofs Frankfurt (Main) Hbf

Ein Stellwerk ist eine ortsfeste Bahnanlage der Eisenbahn zur Steuerung des Bahnbetriebs. Es dient der Stellung von Fahrwegelementen wie Weichen und Gleissperren, stellt Abhängigkeiten zwischen den Fahrwegelementen und Signalen her und bindet Bahnübergangssicherungsanlagen in die Sicherungslogik ein. An das Stellwerk angeschlossen kann eine Gleisfreimeldeanlage sein, die den aktuellen Belegungszustand der Gleise überwacht. Wo eine solche nicht vorhanden ist, muss ein Bediener das Freisein der Gleise innerhalb von Bahnhöfen und auf Abzweig- bzw. Überleitstellen durch Hinsehen prüfen. Wenn dies erforderlich ist, muss das Stellwerk in erhöhter Position stehen, sodass der Bediener durch das Fenster den Fahrwegprüfbezirk vollständig überblicken kann. Der gesamte Verantwortungsbereich eines Stellwerks heißt Stellbezirk.
Mechanische, elektrische oder elektronische Abhängigkeiten zwischen diesen Elementen kennzeichnen die technisch-historischen Entwicklungsstufen der Stellwerke. Die im Stellwerk tätigen Mitarbeiter sind die Fahrdienstleiter, Weichenwärter, Zugleiter und Zugmelder.

## Bedingungen

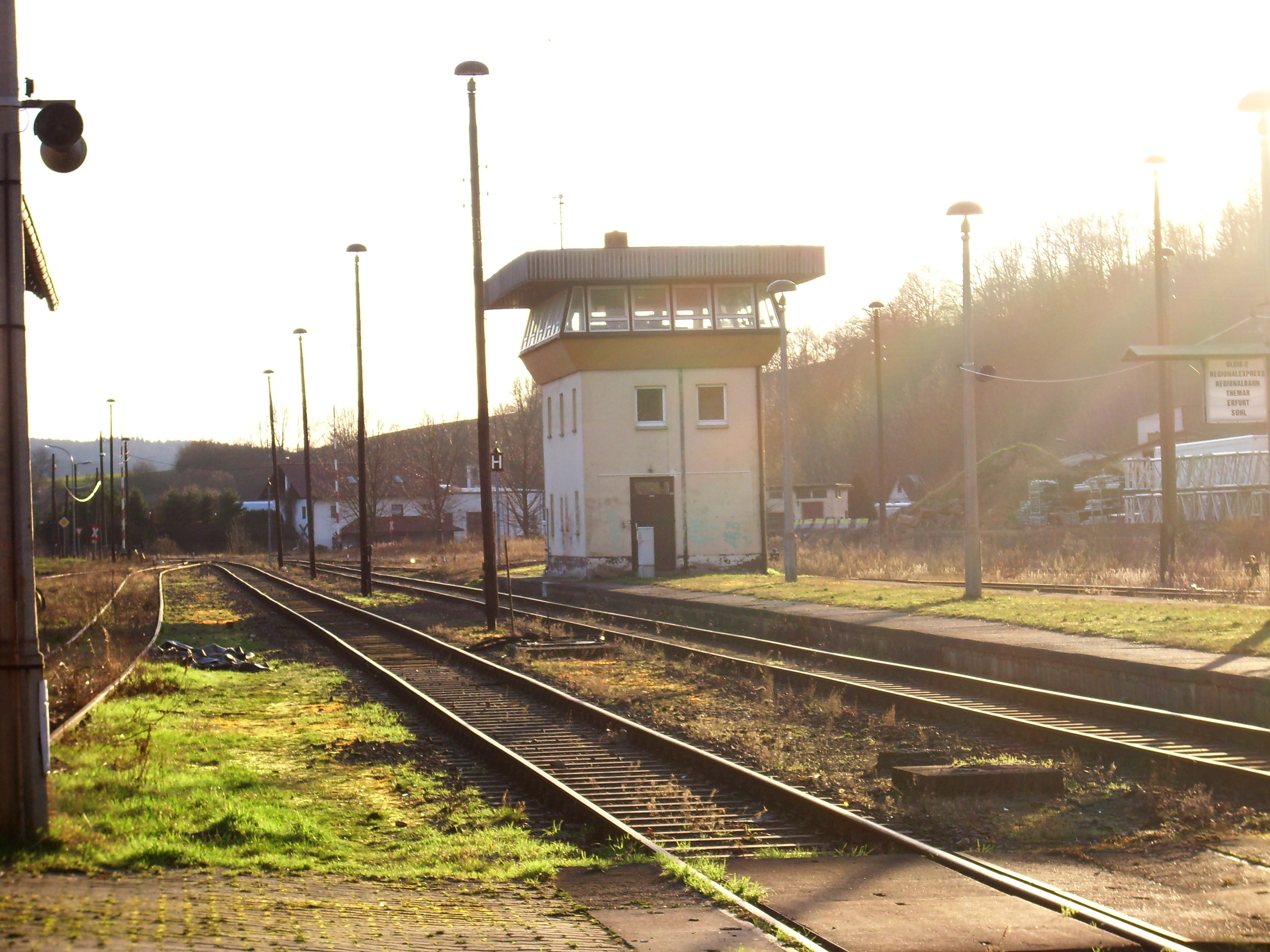
Stellwerk im Bahnhof Schleusingen an der südlichen Ausfahrt nach Themar

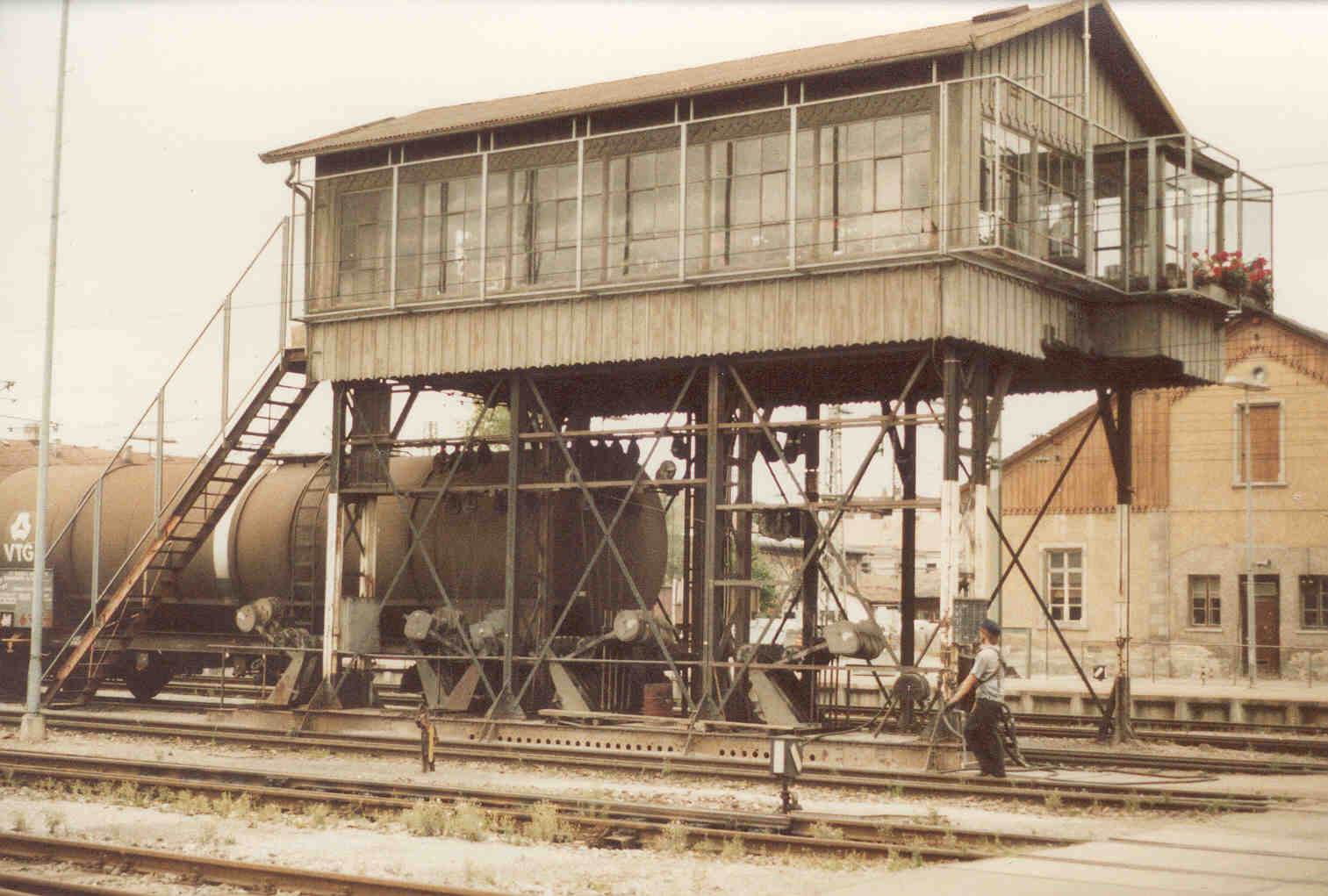
Ehemaliges mechanisches Reiterstellwerk in Konstanz

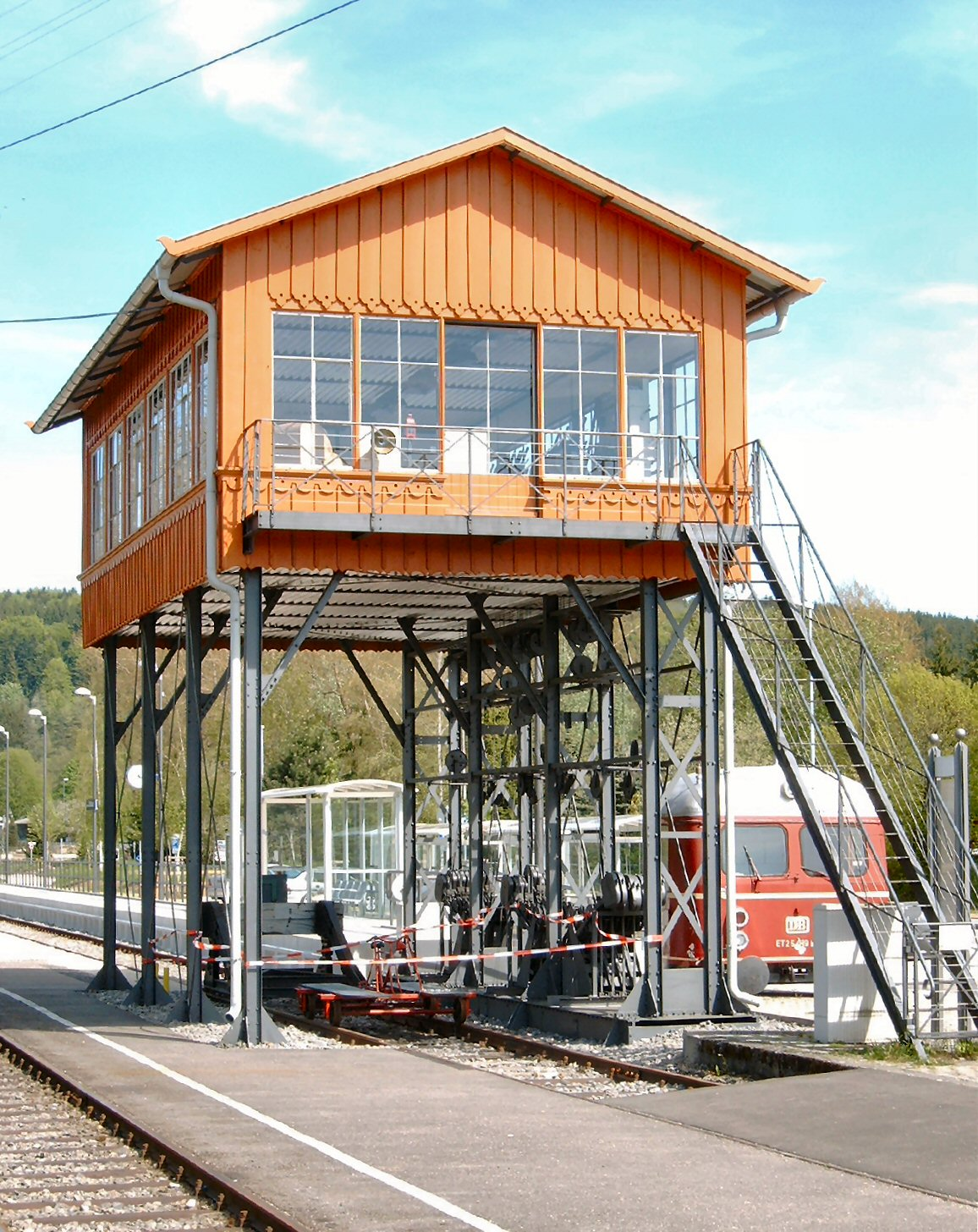
Reiterstellwerk aus Konstanz, wiederaufgebaut als Museum am Bahnhof Blumberg der Wutachtalbahn

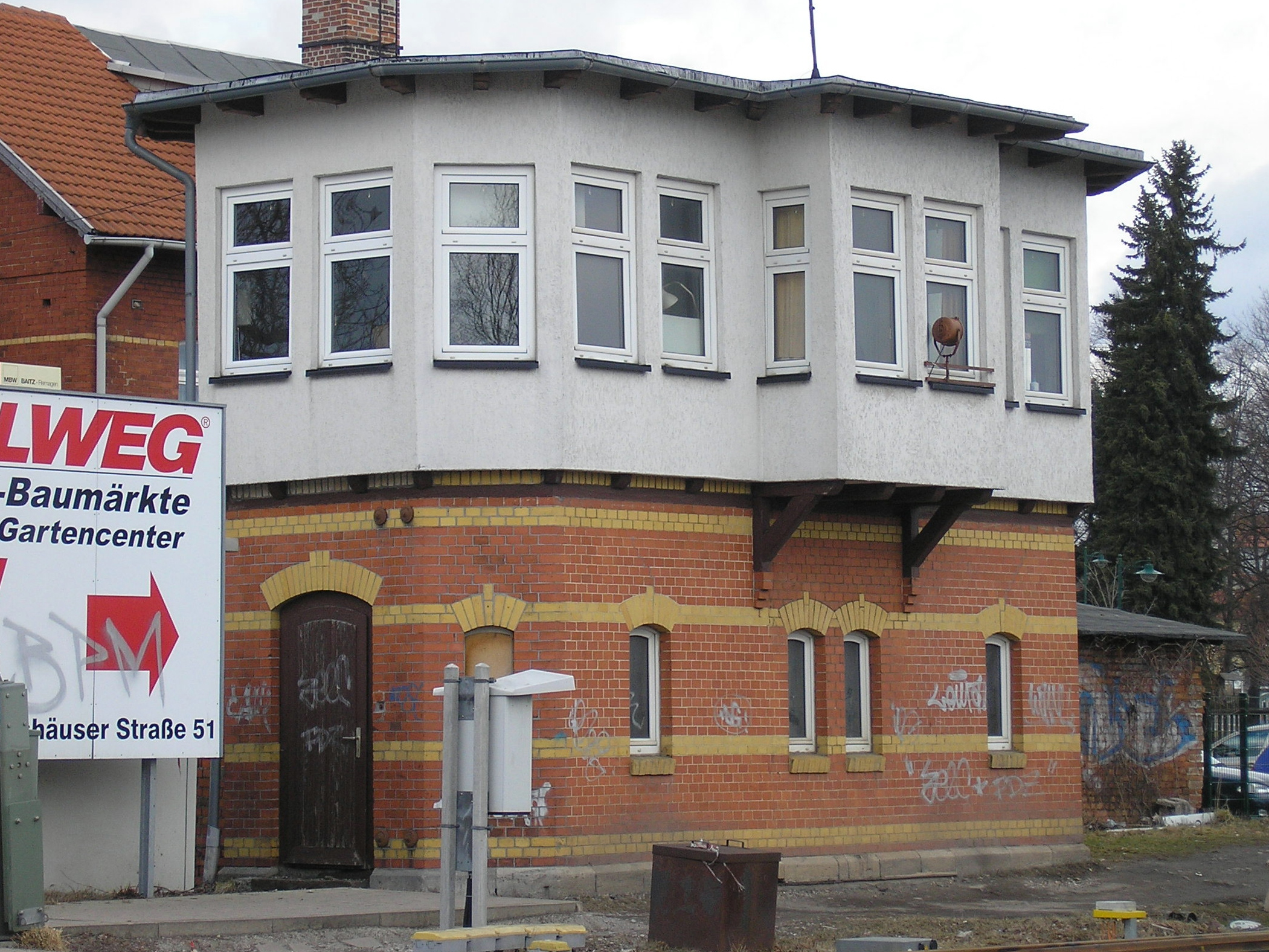
„Standardstellwerk“ im Ilmenauer Bahnhof (Stellwerk Süd), errichtet 1881

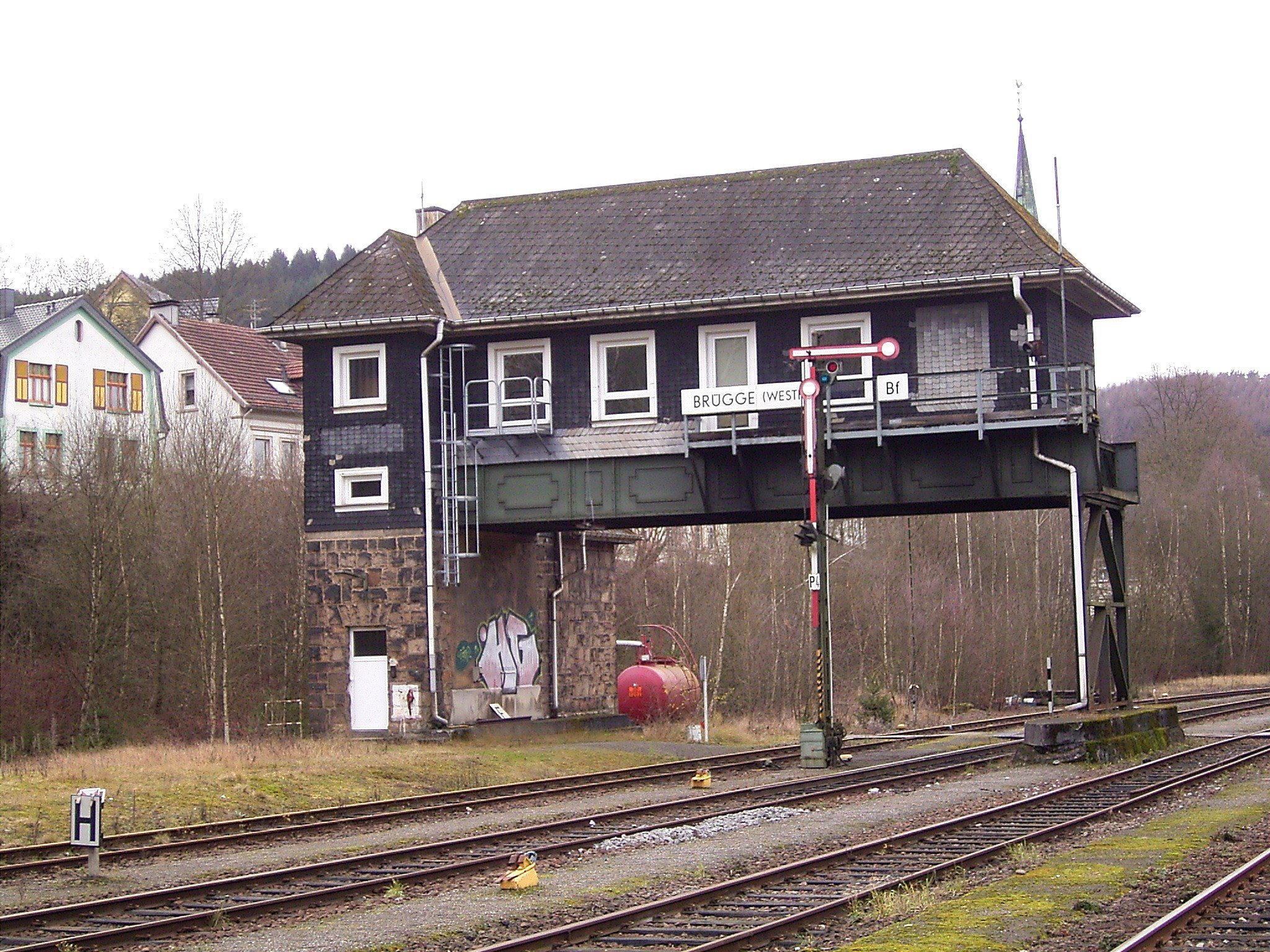
Brückenstellwerk Bahnhof Brügge (Westfalen)

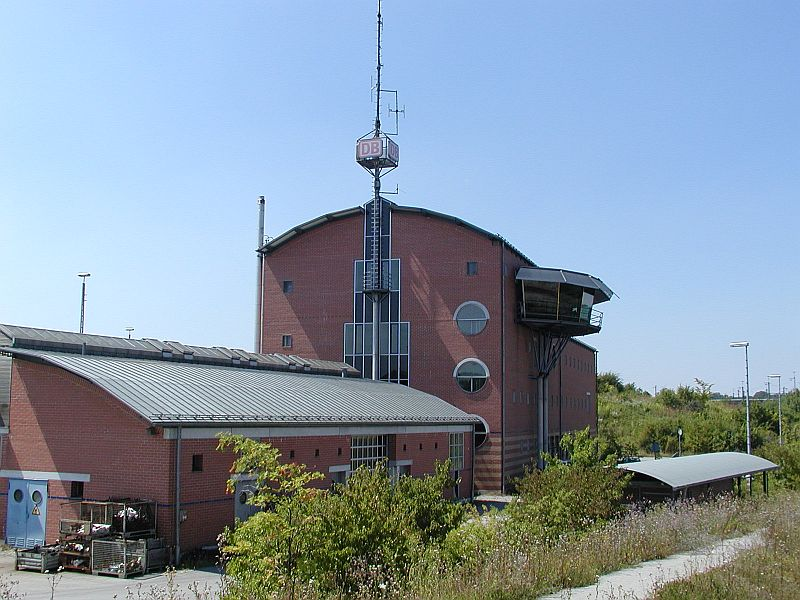
ESTW München Nord Rangierbahnhof

Die Abhängigkeiten der Stellwerke und der Fahrstraßenelemente untereinander sorgen für einen gesicherten Betriebsablauf.
Ein Signal kann erst auf Fahrt gestellt werden, wenn sich alle Einrichtungen des Fahrweges in der für die Fahrt erforderlichen Stellung befinden und in diesem Zustand verschlossen (festgelegt und überwacht) sind, sowie alle Gleisfreimeldungen im Fahr- und Durchrutschweg diese von Fahrzeugen frei melden (in Österreich ist bei neuen Anlagen die „Freistellung“ der Signale auch bei besetzten Gleisabschnitten dokumentationspflichtig möglich – der Durchrutschweg kann immer besetzt sein). Durch diese hochwertigste Bedingung des Stellwerkes, das Fahrtstellen des Signales, wird die sogenannte Signalabhängigkeit hergestellt. Solange sich das zugehörige Startsignal in Fahrtstellung befindet, sind alle die Fahrstraße bildenden Einrichtungen in der für die Fahrt erforderlichen Stellung verschlossen. Die festgelegte Fahrstraße kann nur fahrtbewirkt bzw. mit Hilfsvorrichtungen dokumentationspflichtig wieder aufgelöst (verändert) werden.
Stellwerke regeln darüber hinaus mit Hilfe des Streckenblocks Folge- und Gegenzugfahrten auf der freien Strecke. Züge folgen einander im Raumabstand, unter bestimmten Bedingungen auch „Blockabstand“ genannt. Gegenzugfahrten werden ausgeschlossen. Die freie Strecke kann in einzelne mit Blocksignalen begrenzte Blockabschnitte oder -strecken unterteilt sein.
Durch geeignete Ausgestaltung der technischen Einrichtungen der Stellwerke wird dafür gesorgt, dass sich etwa auftretende Fehler zur sicheren Seite hin auswirken. Signale dürfen durch einen Fehler nicht von der Halt- in die Fahrtstellung gelangen oder von einem niedrigeren zu einem höheren Fahrtbegriff wechseln, Weichen nicht umgestellt werden (Fail-Safe-Verhalten).
Das Euro-Interlocking-Projekt der UIC erarbeitet einen internationalen Standard zur Projektierung von neuen Eisenbahn-Stellwerken.

## Bauformen
Stellwerke werden je nach Technik der Steuerung und Sicherung wie folgt unterschieden:

### Mechanisches Stellwerk
- Die Bedienung erfolgt über Weichen-, Riegel-, Gleissperren- und Signalhebel, teilweise auch Winden (Signalwinden und Schrankenanlagen). Für Bahnhofs- und Streckenblock sind in der Regel elektromechanische Einrichtungen vorhanden. Eine Sonderform sind Kurbelwerke.
- Die mechanische Kraftübertragung zu den Außenanlagen erfolgt mittels zwei verschiedener Systeme:
  - über Drahtzugleitungen, in der Regel Doppeldrahtzugleitungen, z. B. in Deutschland, der Schweiz und anderen mittel- und osteuropäischen Ländern;
  - über Gestänge (System Saxby), z. B. in Frankreich, der Schweiz, Großbritannien, USA. Mischsysteme sind möglich und üblich. Typisch für altbritische Stellwerke sind Gestängeleitungen für Weichen und Drahtzugleitungen, in der Regel Einfachdrahtzugleitungen, für Signale.
- Im Stellwerk erfolgt die Herstellung der Abhängigkeiten durch mechanische Mittel. Systembedingt erfolgt die Prüfung der Erfüllung der Bedingungen für die Signalabhängigkeit nur punktförmig beim Einstellen von Fahrstraßen.

Wegen der begrenzten Stellentfernungen zu den Außenanlagen müssen mechanische Stellwerke innerhalb ihres Stellbereichs aufgestellt sein, Zentralstellwerke für einen gesamten Bahnhof sind mechanisch nur unter besonders günstigen Umständen realisierbar.

### Elektromechanisches Stellwerk
- Die Bedienung erfolgt mit kleinen Stellhebeln, Drehschaltern und einzelnen Drucktasten.
- Die Außenanlagen (Weichen, Gleissperren, Formsignale) werden elektrisch angetrieben; als Signale können Form- und Lichtsignale vorhanden sein.
- Im Stellwerk erfolgt die Herstellung der Abhängigkeiten überwiegend durch mechanische Mittel, die jedoch durch elektrische Abhängigkeiten ergänzt werden.
- Die Abhängigkeiten und Verschlüsse werden im Gegensatz zu mechanischen Stellwerken nicht nur einmal beim Einstellen einer Fahrstraße geprüft, sondern durch den Kuppelstromkreis ständig bis zur Fahrstraßenauflösung überwacht. Wird dieser unterbrochen, während das Startsignal einen Fahrtbegriff zeigt, fällt es in die Haltstellung. Der reguläre Signalhaltfall wird ebenfalls durch das Unterbrechen des Kuppelstromkreises ausgelöst.

Mechanische und elektromechanische Stellwerke sind in der Regel hoch stehend gebaut, um ein kompaktes Gebäude zu erhalten, zusätzliche Einrichtungen wie Spannwerks- oder Relais- und Batterieräume unter dem Hebelwerk unterzubringen und dem Bediener einen möglichst vollständigen Überblick über seinen Stellbereich zu geben, insbesondere um die Besetzung der Gleise visuell feststellen zu können. Soll der Stellwerksbediener weitere Aufgaben wie Aufsicht oder Fahrkartenverkauf im vereinigten Dienst übernehmen, dann ist jedoch ein ebenerdiger Dienstraum erforderlich.

### Relaisstellwerk
- Die Bedienung erfolgt mit Druck- und/oder Zugtasten.
- Die Bedien- und Anzeigeelemente sind in einem Stellkasten, auf einem Stelltisch oder Stelltafel so angeordnet, dass ihre Lage schematisch jenen in der Wirklichkeit entspricht. Teilweise erfolgt die Bedienung auch über Bildschirmarbeitsplätze mit Monitor, Tastatur und Maus.
- Die Außenanlagen werden durchgängig elektrisch angesteuert.
- Die Herstellung der Abhängigkeiten erfolgt durchgängig elektrisch durch Relaisschaltungen, was zur Namensgebung führte.

Die Stellentfernung, also die Distanz zwischen dem Relaisraum des Stellwerks und dem anzusteuernden Element, ist bei den im deutschsprachigen Raum üblichen Anlagen aufgrund der Übertragungstechnik je nach verwendetem Kabeltyp auf etwa 6,5 bis 8,3 km beschränkt. Durch Nutzung von Fernsteuereinrichtungen, die den Abstand von Bedien- und Relaisanlage vergrößern, können diese Stellentfernungen auf ein Vielfaches dieser Werte gesteigert werden.

### Elektronisches Stellwerk (ESTW)
- Die Benutzerführung erfolgt durch eine schematische grafische Darstellung der Elemente der Außenanlage auf Monitoren, bei größeren Anlagen auch auf Projektionswänden (in Deutschland nicht üblich).
- Die Bedienung erfolgt im Regelfall mit der Maus, alternativ über die Tastatur. Ältere Bauformen wurden über ein Grafiktablett oder Lichtgriffel bedient (beides mittlerweile technisch überholt).
- Die Außenanlagen sind durchgängig elektrisch angesteuert (Relaistechnik, heute auch Leistungselektronik).
- Die Herstellung der Abhängigkeiten erfolgt über Software in redundanten Rechnersystemen.

In Deutschland werden Relaisstellwerke und elektronische Stellwerke auch Gleisbildstellwerke genannt, weil sie mit Bedienelementen bedient werden, die auf einem Stelltisch, einer Stelltafel oder auf Monitoren in einem schematischen Gleisbild angeordnet oder dargestellt sind. Dabei wurde weitgehend Übertragungstechnik zum Stellelement aus der Relaistechnik eingesetzt, wodurch Stellentfernungen bis zu 6,5 km möglich waren. Später führte Scheidt&Bachmann den Datenbus (Basis CAN), 2007 Bombardier IP-basierte Netzwerke in der Stellebene ein, die Stellentfernungen bis 90 km über LWL erlauben, wenn eine gesonderte Stromversorgung am Stellelement vorhanden ist. Alte Technik wird mehr und mehr durch diese abgelöst.
Neue Stellwerke werden in Deutschland, mit wenigen Ausnahmen, ausschließlich als elektronische Stellwerke errichtet. Aktuell (2023) erfolgt die Weiterentwicklung der elektronischen Stellwerke zu digitalen Stellwerken (DSTW). Zukünftig soll der Zugverkehr in Deutschland von 280 digitalen Stellwerken gesteuert werden.

## Entwicklung
Die Entwicklung der Stellwerke ist eng verknüpft mit der Geschichte der Betriebsvorschriften in den jeweiligen Ländern, mit den Techniken zur Sicherung durch Streckenblock, mit den fortschreitenden betrieblichen Anforderungen (z. B. bzgl. Zuglängen und Fahrtgeschwindigkeiten), mit der Geschichte der Signalanlagen sowie mit Fortschritten in der Mechanik und Elektrotechnik, insbesondere bei Gleisfreimeldungen und Achszählern bis hin zu hochgeschwindigkeitstauglichen wirbelstromfesten Geräten.
Die Eisenbahn-Stellwerke wurden im Wesentlichen in der oben angegebenen Reihenfolge der Bauformen entwickelt.

### Mechanische Stellwerke

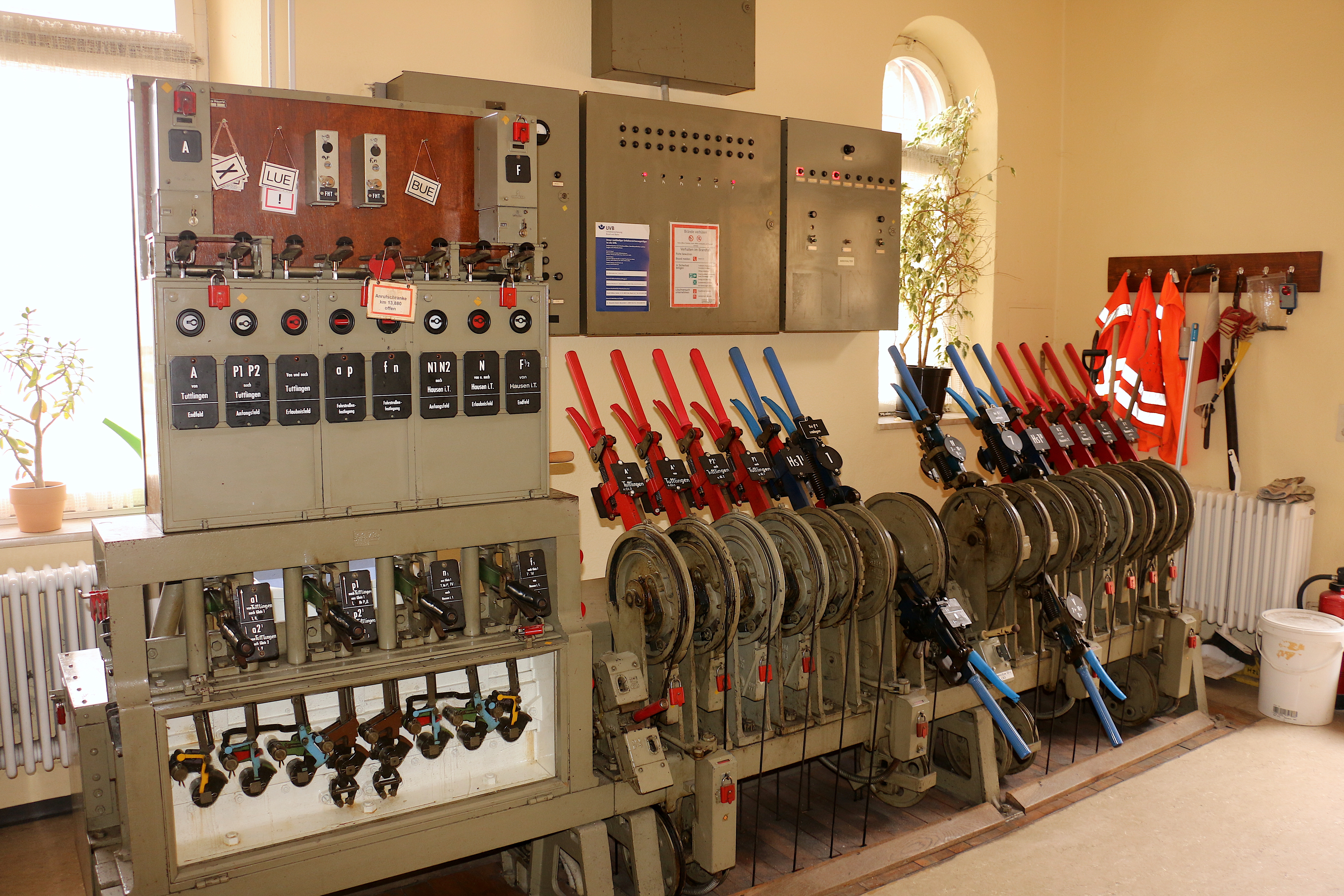
Das mechanische Stellwerk im Bahnhof Fridingen (2018)

Das erste mechanische Stellwerk wurde 1843 (nach anderen Quellen 1841) an der Abzweigung Bricklayers’ Arms Junction in England installiert. Die wesentlichen Entwicklungen wurden von John Saxby in den Jahren ab 1855 durchgeführt. Die ersten mechanischen Stellwerke in Kontinentaleuropa waren von englischen Stellwerken abgeleitet (z. B. Gestängeleitungen statt später üblicher Drahtzugleitungen, Drehpunkt der Hebel unterhalb des Fußbodens). In Deutschland wurde das erste mechanische Stellwerk, von dem aus Weichen und Signale ferngestellt und zentral gesichert werden konnten, im Jahre 1867 von der englischen Firma Saxby & Farmer in Stettin in Betrieb genommen. In Österreich stand das erste Stellwerk 1876 in Rekawinkel, in der Schweiz 1880 in Bern.
Eine wichtige Erfindung gelang 1870 Carl Frischen mit dem Wechselstromblockfeld, durch das eine sichere elektrische Übertragung von Informationen über längere Strecken möglich war. Sicherungsanlagen im deutschsprachigen Raum verwendeten diese Technik bald sowohl für die Sicherung von Fahrten auf der Strecke (Streckenblock) als auch von Fahrten im Bahnhofsbereich (Bahnhofsblock).
Im 19. Jahrhundert waren die Stellwerke (und auch die Signalanlagen) von Hersteller zu Hersteller verschieden. Um die Wende zum 20. Jahrhundert wurden in den deutschen Ländern und in Österreich vereinheitlichte Regelbauarten eingeführt. In Deutschland war das die Bauart »Einheit«, die in Preußen zwischen 1911 und 1915 entwickelt wurde. In Österreich wurde schon um 1880 die Bauart 12SA nach Regelzeichnungen von mehreren Signalbaufirmen gebaut. Ab 1909 war das Stellwerk 5007 (nach der Zeichnungsnummer der Gesamtzusammenstellung) neues österreichisches Regelstellwerk. In der Schweiz gab es, wegen der vielen privaten Eisenbahngesellschaften, keine Regelbauarten.

### Elektromechanische Stellwerke
Gegen Ende des 19. Jahrhunderts wurde versucht, den elektrischen Strom für den Antrieb von Weichen zu verwenden (aber weiterhin die Abhängigkeiten zwischen Stellelementen mechanisch zu sichern). 1894 wurde das erste elektromechanische Stellwerk in Prerau in Mähren (heute in Tschechien) in Betrieb genommen. Das erste elektromechanische Stellwerk in Deutschland ging 1896 in Berlin Westend in Betrieb. Meilenstein der Entwicklung der elektromechanischen Stellwerk war die Bauart Siemens 1912, die die Grundlage fast aller elektromechanischen Stellwerke im deutschsprachigen Raum wurde.

### Relaisstellwerke
In den dreißiger Jahren wurde mit ersten Versuchen begonnen, vollständig elektrische Stellwerke zu bauen, in denen sämtliche Abhängigkeiten und Verschlüsse mit Relaisschaltungen realisiert wurden. Nach Vorläuferbauarten etwa von Ericsson in Schweden oder Integra in der Schweiz entstanden schließlich Anfang der fünfziger Jahre die ersten Gleisbildstellwerke. Nachdem die ersten Bauarten in freier Schaltung ausgeführt waren, wurden bald genormte Relaisgruppen für wiederkehrende Aufgaben (beispielsweise Weichen-, Fahrstraßen-, Signal- und Blockgruppen) konstruiert, was die Fertigung und Prüfung von Stellwerksanlagen erleichterte. In den sechziger Jahren wurden schließlich die Spurplanstellwerke konstruiert, bei denen jedes Fahrwegelement eine einzelne Teilfahrstraße bildet und die Zusammenschaltung fast ausschließlich mit vorgefertigten und steckbaren Verbindungen als Spurkabel gemäß dem Gleisplan und Ringleitungen zwischen gleichartigen Gruppen erfolgt.

### Elektronische Stellwerke
1978 ging das erste Stellwerk auf Computerbasis in Göteborg in Betrieb. Der große Vorteil elektronischer Stellwerke, die freie Programmierung, musste durch komplexe Hardware- oder Softwarelösungen erkauft werden, die die notwendige Sicherheit gegen Ausfälle herstellen. Während die anderen Typen in Deutschland nicht mehr weiterentwickelt werden, schreitet die Entwicklung der elektronischen Stellwerke in Richtung weiterer Zentralisierung und neuer Betriebsmöglichkeiten weiter voran. Strecken des Hochgeschwindigkeitsverkehrs müssen für die linienförmige Zugbeeinflussung oder ETCS mit Informationen versorgt werden, die nur elektronische Stellwerke oder Spurplanrelaisstellwerke der mit sogenannten Hochgeschwindigkeitsblockbaugruppen ertüchtigten Bauformen SpDrL60 oder SpDrS600 liefern können.

### Verbreitung
Die folgende Tabelle stellt die Entwicklung verschiedener Stellwerksarten in Deutschland dar:
| Stellwerksart                                | 2011 | 2012 | 2013 | 2014 | 2015 | 2016 | 2017 | 2018 | 2019 | 2020 1) |
| Elektromechanische Stellwerke                | 402  | 375  | 369  | 339  | 329  | 321  | 311  | 298  | 287  | 279     |
| Elektronische Stellwerke (ESTW-A und ESTW-Z) | 373  | 415  | 407  | 424  | 338  | 361  | 385  | 375  | 351  | 1369    |
| Mechanische Stellwerke                       | 1012 | 978  | 903  | 839  | 810  | 752  | 718  | 668  | 642  | 651     |
| Relaisstellwerke                             | 1565 | 1511 | 1475 | 1397 | 1329 | 1298 | 1274 | 1234 | 1197 | 1219    |
| Sonstige (inkl. Ablauf- und EOW-Stellwerke)  | 83   | 113  | 102  | 91   | 46   | 44   | 54   | 61   | 80   | 328     |
| Gesamt                                       | 3435 | 3392 | 3256 | 3090 | 2852 | 2776 | 2742 | 2636 | 2557 | 3846    |

Darunter gibt es, bedingt durch Modernisierungsmaßnahmen, zahlreiche Stellwerke, die aus Elementen mehrerer Grundbauarten bestehen. Insbesondere im Netz der Deutschen Reichsbahn sind mechanische und elektromechanische Stellwerke, die mit Lichtsignalen ausgerüstet und dafür mit Schalteinrichtungen in Relaisstellwerkstechnik ergänzt wurden, verbreitet. Weichen, die wegen der Stellentfernung oder des Umstellwiderstandes mit mechanischen oder elektromechanischen Mitteln nicht einzubinden waren, wurden ebenfalls mit Relaisstellwerkselementen versehen. Auf gleiche Art wurden auch die Stellbereiche von aufgehobenen Wärterstellwerken einbezogen.
Während die Zahl der mechanischen, elektromechanischen und der Relaisstellwerke in den letzten Jahren abnahm, nahm die Zahl der elektronischen Stellwerke zu. Im Jahr 2020 kommt es bei den Stellwerken aufgrund der Zählweise (Ausgelagerte Teilstellwerke werden mitgezählt) zu einer stärkeren Zunahme.
| Durchschnittliches Alter      | 2009 | 2010 | 2011 | 2012 | 2013 | 2014 | 2015 | 2016 | 2017 | 2018 | 2019 | 2020 |
| Mechanische Stellwerke        | 69,1 | 69,5 | 70,6 | 71,2 | 73,0 | 73,5 | 74,9 | 75,8 | 76,2 | 76,6 | 77,7 | 77,3 |
| Elektromechanische Stellwerke | 52,9 | 53,9 | 54,8 | 55,8 | 57,6 | 58,4 | 59,5 | 60,3 | 61,5 | 62,5 | 63,9 | 63,5 |
| Drucktastenstellwerke         | 35,2 | 36,2 | 36,7 | 37,6 | 38,6 | 39,6 | 40,5 | 41,8 | 42,6 | 42,0 | 43,1 | 44,1 |
| Elektronische Stellwerke      | 9,6  | 10,9 | 10,1 | 9,3  | 10,6 | 10,8 | 13,0 | 13,8 | 14,2 | 14,9 | 15,3 | 13,0 |
| Gesamt                        | 47,7 | 47,9 | 47,1 | 46,8 | 47,1 | 47,2 | 49,3 | 49,6 | 49,7 | 49,4 | 50,5 | 49,0 |

In einer DB-eigenen Bewertung erzielten Stellwerke mit 4,12 die mit Abstand schlechteste Zustandsnote unter elf Gewerken. Der Erneuerungsbedarf liege bei inzwischen 35 Mrd. Euro, bei einem Wiederbeschaffungswert sämtlicher Anlagen von 61 Mrd. Euro. 2013 galt die technische Lebensdauer bei einem Drittel der Anlagen als bei Weitem überschritten. Insgesamt betrieb die Deutsche Bahn im Jahr 2013 130 verschiedene Typen von Stellwerken.
Im Netz der Deutschen Bahn waren 2020 193 579 Stelleinheiten installiert. Davon entfielen 92 072 auf Relaisstellwerke, 78 478 auf elektronische Stellwerke, 9309 auf mechanische Stellwerke, 8349 auf elektromechanische Stellwerke und 5371 auf sonstige Stellwerkarten. Anfang 2006 hingen an einem mechanischen Stellwerk der Deutschen Bahn im Durchschnitt 14 Stelleinheiten (Signale, Weichen, Gleissperren usw.), an einem elektromechanischen Stellwerk 31, an Relaisstellwerken 77 sowie an elektronischen Stellwerken 236.

## Gebäudeformen

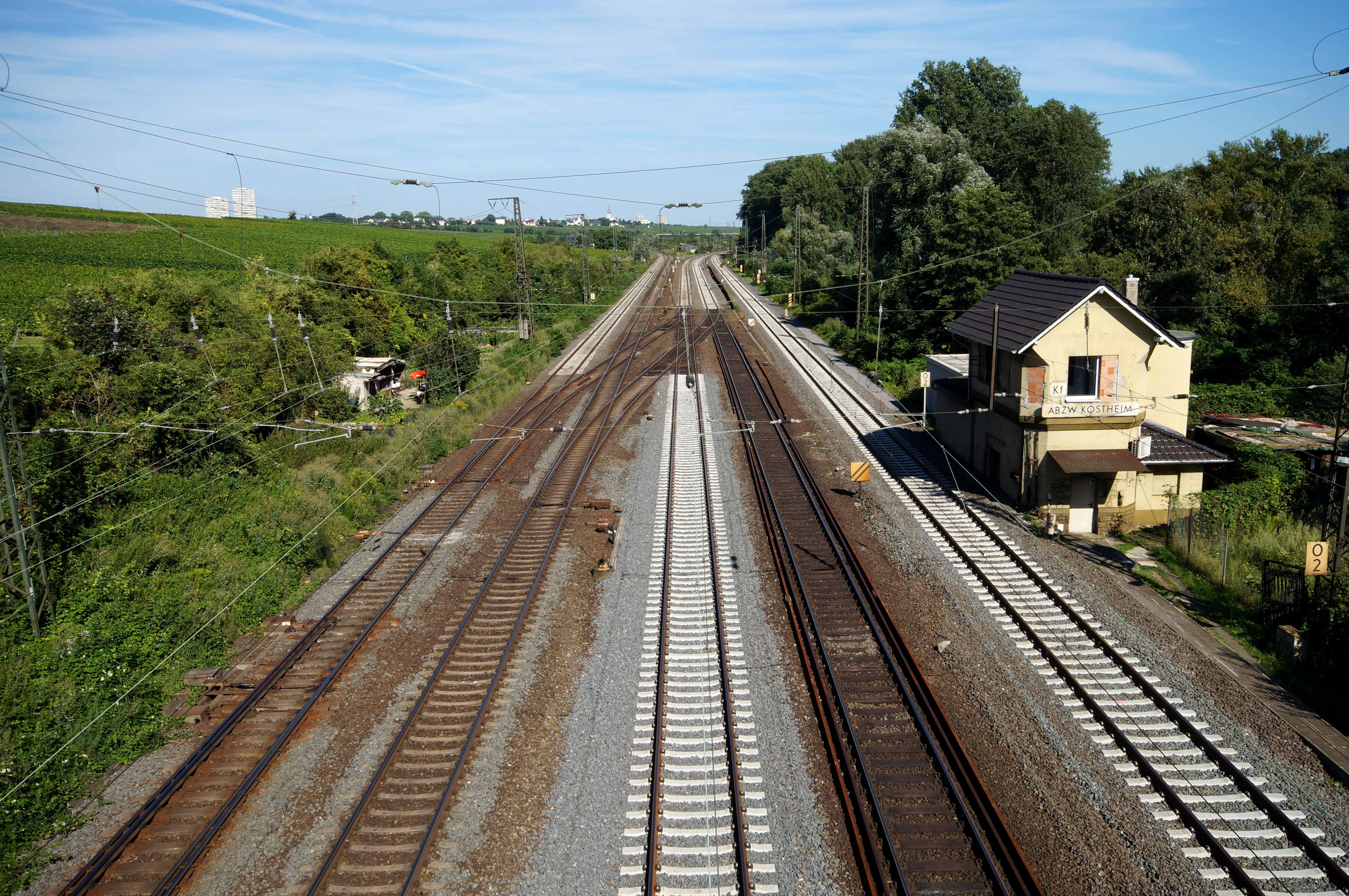
Abzweigstelle Kostheim in Mainz-Kostheim an der Taunus-Eisenbahn und der Umgehungsbahn Mainz mit Stellwerk (rechts) – Auch moderne Stellwerke mit Relaistechnik wurden bevorzugt in die Nähe der Gleise gebaut: So können Bediener der Stellwerke bei Störungen der Gleisfreimeldeanlagen durch Inaugenscheinnahme der betroffenen Bahnanlagen den Betriebsablauf beschleunigen und durch Zugbeobachtungen Unregelmäßigkeiten an Zügen entdecken

Die von Außenstehenden oft benutzte Einteilung von Stellwerken nach der Gebäudeform hat mit Funktion und Technik des Stellwerkes nur wenig zu tun, zumal diese Unterscheidung nur bei Altanlagen mit mechanischer oder elektromechanischer Stelltechnik benutzt wird, die einen Überblick über die vom Stellwerk beaufsichtigten Bahnanlagen zwecks Freimeldeprüfung „durch Augenschein“ erfordern. Hier werden unterschieden:
- Stellwerkstürme, auch Weichentürme, die an der Seite einer Bahnanlage errichtet wurden und einen erhöhten Bedienraum besitzen.[11] Zusätzlich ermöglicht diese Gebäudeform, weitere Einrichtungen unterzubringen. Insbesondere bei mechanischen Stellwerken können Spannwerke witterungsgeschützt im Spannwerksraum unter dem Hebelwerk untergebracht werden.
- Brückenstellwerke, die ihren Bedienraum in einer Brücke quer über den betreuten Bahnanlagen haben (z. B. Stellwerk Bingerbrück Kreuzbach), und
- Reiterstellwerke, deren Bedienraum erhöht in Längsrichtung zwischen den Bahnanlagen liegt.

Bei modernen Stellwerken in Relaistechnik oder elektronischen Bauarten werden die in Zug- und Rangierfahrstraßen einbezogenen Gleisanlagen lückenlos mit selbsttätigen Gleisfreimeldeanlagen ausgerüstet, die eine Übersicht über die Gleisanlage aus dem Fenster erübrigen.
Wenn der Stellwerksbediener weitere Aufgaben übernehmen soll, beispielsweise zusätzlich als Aufsicht oder Fahrkartenverkäufer (»vereinigter Dienst«), dann muss der Bedienraum zu ebener Erde eingerichtet werden. Häufig ist diese Bauweise bei Durchgangsbahnhöfen, erkennbar an den typischen Stellwerksvorbauten an den Empfangsgebäuden.
Mechanische Stellwerke benötigen unter dem Bedienraum einen Spannwerksraum, bei nicht ausreichender Höhe enthält dieser nur Ablenkrollen und Winkelhebel, die die von der Hebelbank senkrecht nach unten wegführenden Gestänge- und Drahtzugleitungen in eine waagerechte Richtung und aus dem Gebäude herausleiten. Elektrische Stellwerke benötigen stattdessen zusätzliche Räume für die sicherungstechnischen Schaltanlagen sowie die Stromversorgungs- und Netzersatzanlagen. Sie können sich im Stellwerksgebäude selbst (häufig unter dem Bedienraum), in einem Anbau oder in einem separaten Gebäude befinden.

## Fernstellung und Fernsteuerung
Als ferngestellt gilt eine Betriebsstelle, wenn es am Ort dieser Betriebsstelle kein Stellwerk gibt und die Weichen und Signale an ein Stellwerk einer benachbarten Betriebsstelle angeschlossen sind. Fernstellung ist nur innerhalb der Stellentfernung eines Stellwerkes möglich (etwa 6,5 km). Ferngesteuert sind Betriebsstellen, die ein eigenes örtlich nicht besetztes Stellwerk besitzen, das von einem anderen Stellwerk oder einer Betriebszentrale (BZ) aus mithilfe von speziellen Fernsteuertechniken bedient wird. Ferngestellt wird ein Stellwerk, wenn es vor Ort vollständig vorhanden und auch ortsbedienbar ist, die im Regelbetrieb genutzte Bedieneinrichtung sich jedoch an einem anderen Ort, in der Regel im benachbarten Bahnhof, befindet.
Bei elektronischen Stellwerken gibt es recht häufig neben den zentralen Komponenten in der ESTW-Zentrale (ESTW-Z) auch sog. abgesetzte Stellrechner bzw. sog. ESTW-Außenstellen (ESTW-A), die mit unterschiedlichen Formen von Kommunikationsmedien an die ESTW-Z angeschlossen sind. Diese ESTW-A sind von der Funktion her bei den meisten Typen von elektronischen Stellwerken keine eigenständigen Stellwerke im eigentlichen Sinn mit eigener Sicherungslogik. Nur bei einigen Typen/Generationen von elektronischen Stellwerken der Fa. Siemens sind Teile der Sicherungslogik im ESTW-A integriert. Dennoch hat sich unter Fachleuten einheitlich eingebürgert, bei ESTW-A von einer Fernsteuerung durch eine ESTW-Z zu sprechen.

## Bediener

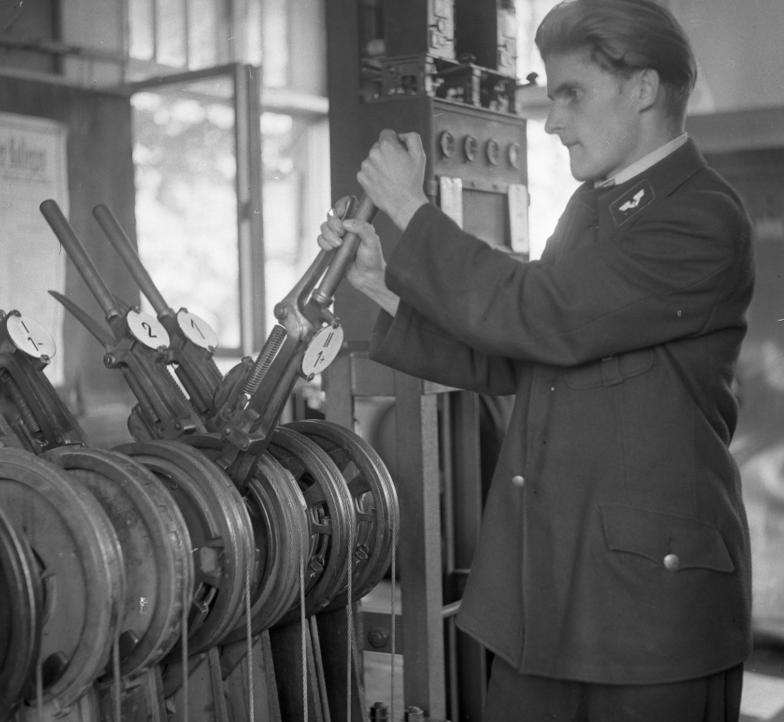
Stellwerker 1949

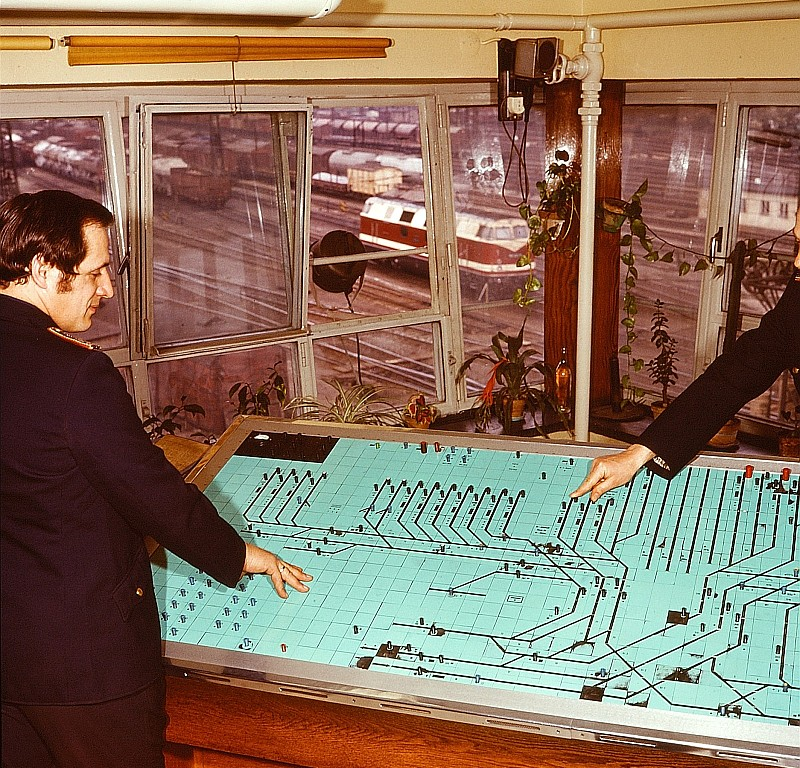
Gleisbildstelltisch Bauform GS II (WSSB) 1975

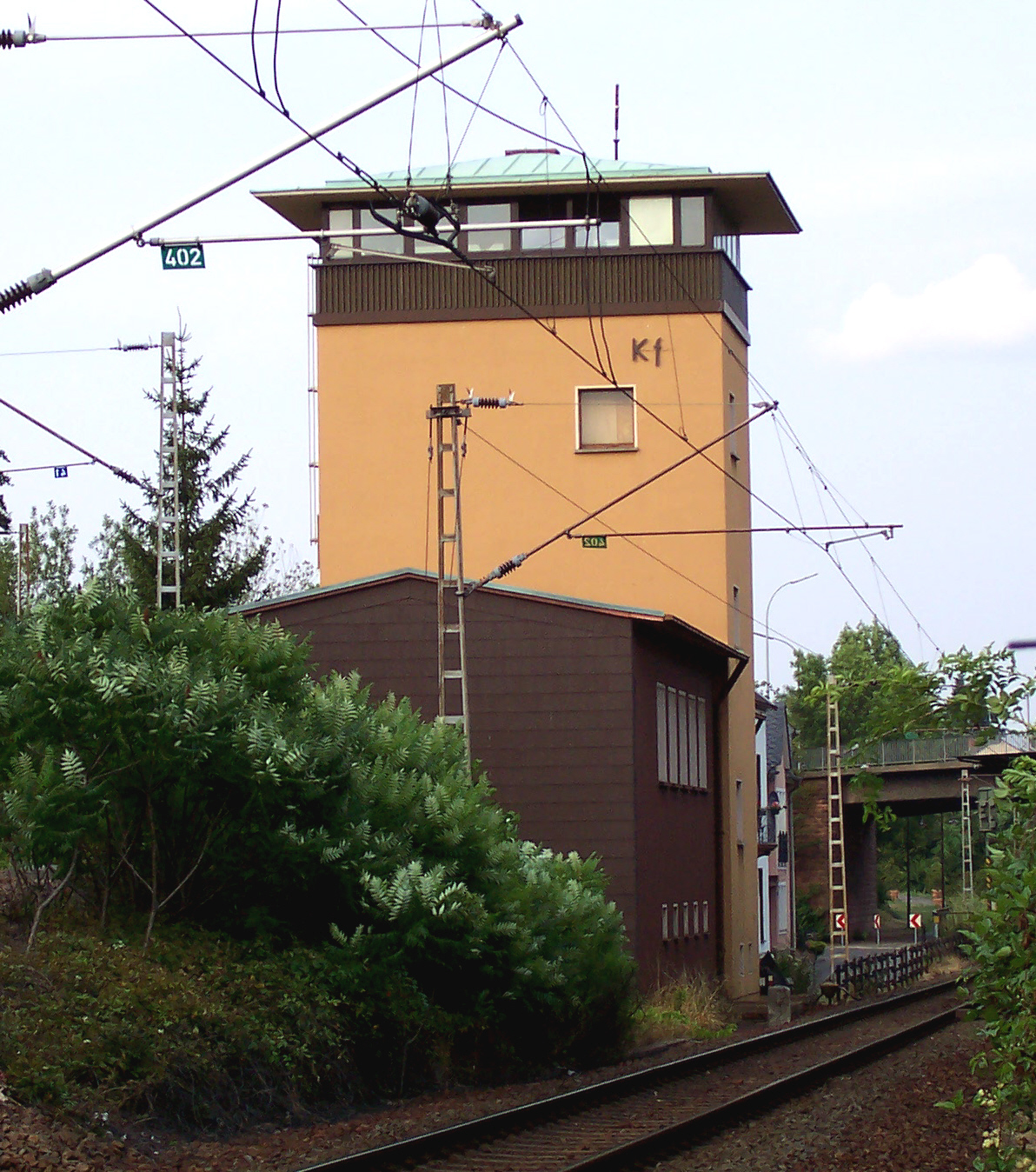
Fahrdienstleiterstellwerk als Zentralstellwerk

Der Bediener eines Stellwerkes wird in Deutschland Wärter genannt. Ein Wärter, der die Durchführung der Zugfahrten eigenverantwortlich nach den Vorgaben des Fahrplanes leitet, heißt Fahrdienstleiter. Wärter, die keine Fahrdienstleiter sind, heißen Weichenwärter (in Österreich Stellwerkswärter). Sie bedienen ihr Stellwerk eigenverantwortlich beim Rangieren und wirken bei Zugfahrten im Einzelauftrag des Fahrdienstleiters mit. Die dazu erforderlichen technischen Abhängigkeiten schaffen die Einrichtungen des Bahnhofsblocks.

## Aufgaben

### Fahrdienstleiterstellwerk
Stellwerke, die mit einem Fahrdienstleiter besetzt sind, heißen Fahrdienstleiterstellwerke oder Befehlsstellwerke. Sie steuern und disponieren den Zugverkehr im örtlichen Bereich eines Bahnhofs oder einer anderen Betriebsstelle. Der Fahrdienstleiter ist in kleineren Stellwerken alleiniger Bediener des Fahrdienstleiterstellwerks. Ihm können aber zum Bedienen der Weichen in großen mechanischen und elektromechanischen Stellwerken ein oder mehrere Weichenwärter zugeteilt sein. In großen Relaisstellwerken können ebenfalls ein oder mehrere Wärter den Fahrdienstleiter unterstützen. Jedoch wird dann in der Regel für jeden Bediener ein eigener Stelltisch vorgesehen. Für Zugfahrten bestehen dann klassische Befehlsabhängigkeiten, vergleichbar mit elektromechanischen Stellwerken. Den Rangierbetrieb wickeln die Wärter selbstständig ab. Die Aufteilung in mehrere Fahrdienstleiterbezirke – auch im selben Gebäude – ist auf großen Bahnhöfen und bei Spurplanstellwerken möglich und üblich. Im Regelfall sind dann die Bediener gleichrangig und bei Fahrten zwischen den Bedienerbezirken erteilen sie sich gegeneinander Zustimmungen. Bei elektronischen Stellwerken sind aufgrund der Größe der Stellbereiche mehrere meist gleichberechtigte Bediener der Regelfall.
Im Bereich der ehemaligen Deutschen Bundesbahn erkennt man Fahrdienstleiterstellwerke oder Befehlsstellwerke meist an den außen am Stellwerksgebäude angebrachten Kurzbezeichnungen, die mit einem kleinen „f“ enden. Im Bereich der Deutschen Reichsbahn ist dies unüblich, meist ist  der Großbuchstaben „B“ vor der Stellwerksnummer angebracht. Andere Bahnen kennzeichnen Befehlsstellwerke nicht.
Bei Stellwerken ohne selbsttätige Gleisfreimeldungen (also überwiegend bei mechanischen und elektromechanischen Stellwerken) wurden die Arbeitsbereiche von Fahrdienstleitern oder Weichenwärtern daraus bestimmt, welche Gleisbereiche vom Arbeitsplatz eingesehen werden können, um deren Freisein einwandfrei überprüfen zu können. Zwecks Rationalisierung ihrer Arbeit wurden Gleisfreimeldungen oder Freimeldemerker eingeführt. Insbesondere bei mechanischen Stellwerken wirken zusätzlich die beherrschbaren Leitungslängen begrenzend.

### Wärterstellwerk
In Bahnhöfen mit mechanischen oder elektromechanischen Stellwerken wird der Bahnhofsbereich häufig in Stellwerksbezirke eingeteilt. Außer einem Fahrdienstleiterstellwerk sind dann auch ein oder mehrere Wärterstellwerke vorhanden, die von einem Weichenwärter bedient werden. Weichenwärter agieren beim Rangieren selbstständig, bei Zugfahrten im Einzelauftrag des Fahrdienstleiters.
In Deutschland sind Wärterstellwerke manchmal an dem kleinen „w“ in der Kurzbezeichnung erkennbar, das allerdings auch die Lage des Stellwerkes nach der Himmelsrichtung (= west) bedeuten kann.

### Befehlsstelle
Häufig wollte man den Fahrdienstleiter vom Stellen der Weichen und Signale sowie dem Rangierbetrieb entlasten, damit er sich auf seine anderen Aufgaben konzentrieren konnte. Außerdem sollte er als Ansprechpartner gut erreichbar im Bahnhofsgebäude untergebracht werden. Daher wurden bei manchen Bahnverwaltungen separate Befehlsstellen eingerichtet, von denen der Fahrdienstleiter nur die Befehle zum Bilden der Zugfahrstraßen an die Wärterstellwerke abgab, aber keine Weichen oder Signale zu stellen hatte.
Verbreitet waren Befehlsstellen vor allem in Süddeutschland, Sachsen, der Schweiz, Österreich-Ungarn und den Nachfolgestaaten der Monarchie. Mit dem Verschwinden mechanischer und elektromechanischer Wärterstellwerke ist auch die Zahl der Befehlsstellen stark zurückgegangen.

### Rangierstellwerk
Wärterstellwerke, die ausschließlich dem Rangieren dienen und nicht an Zugfahrten beteiligt sind, nennt man Rangierstellwerke. Sie sind z. B. in großen Rangierbahnhöfen zu finden. Typischerweise bestehen auf Rangierstellwerken keine Zugfahrstraßen.

### Ablaufstellwerk
Ein Ablaufstellwerk ist eine Spezialform des Rangierstellwerkes, das für die Durchführung des Ablaufbetriebes an einem Ablaufberg zuständig ist. Ablaufstellwerke sind ebenfalls vorwiegend in großen Rangierbahnhöfen zu finden. Die Besonderheiten des Ablaufbetriebes bedingen einige grundlegende Unterschiede zu übrigen Stellwerksanlagen. Signalabhängigkeit im üblichen Sinn besteht nicht, das Abdrücksignal ist ohne vorher eingestellten Fahrweg stellbar und Weichen werden unmittelbar vor anrollenden Wagen umgestellt – deswegen werden vor allem an den Verteilerweichen der ersten und zweiten Staffel Schnellläuferantriebe mit Umstellzeiten von weniger als einer Sekunde eingesetzt, während normale elektrische Weichenantriebe Umstellzeiten von zwei bis sechs Sekunden aufweisen. Ablaufstellwerke gibt es in jeder möglichen Bauform, zur Entlastung des Bedieners automatisierbar sind sie nur als Relais- oder elektronische Stellwerke.
Ein besonderes, in Europa einmaliges Ablaufstellwerk ist das Stellwerk B3 mit der Seilablaufanlage des ehemaligen Rangierbahnhofs Chemnitz-Hilbersdorf. Dieses elektromechanische Brückenstellwerk war nicht nur Arbeitsort des Fahrdienstleiters, sondern steuerte auch den gesamten Rangierbetrieb am Ablaufberg mit der dortigen Seilablaufanlage (Ansteuerung der Maschinen für den Fahrbetrieb der Seilwagen; die Seilscheiben arbeiten nach dem Prinzip von Wilhelm Karlik). Heute ist dieses Unikat ein Museumsstellwerk (siehe Schauplatz Eisenbahn Chemnitz).

### Zentralstellwerk
Große Fahrdienstleiterstellwerke mit speziellen Einrichtungen und Aufgaben bezeichnet man als Zentralstellwerke. Zentralstellwerke stellen die Weichen und Signale im örtlichen Bereich, etwa in einem großen Bahnhof und außerdem oft auch ein oder mehrere ferngestellte oder ferngesteuerte Betriebsstellen – das sind meist nahegelegene weitere (kleinere) Bahnhöfe und Abzweigstellen. Im Bedienraum von Zentralstellwerken großer Hauptbahnhöfe sind zusätzlich zu den Fahrdienstleiter-Arbeitsplätzen oft weitere Arbeitsplätze untergebracht für eine übergeordnete Betriebsüberwachung des Bahnhofs, Lautsprecheransagen sowie Fahrdienstleiter-Helfer zur Entlastung der bedienenden Fahrdienstleiter von bestimmten Verwaltungsaufgaben.

### Streckenstellwerk

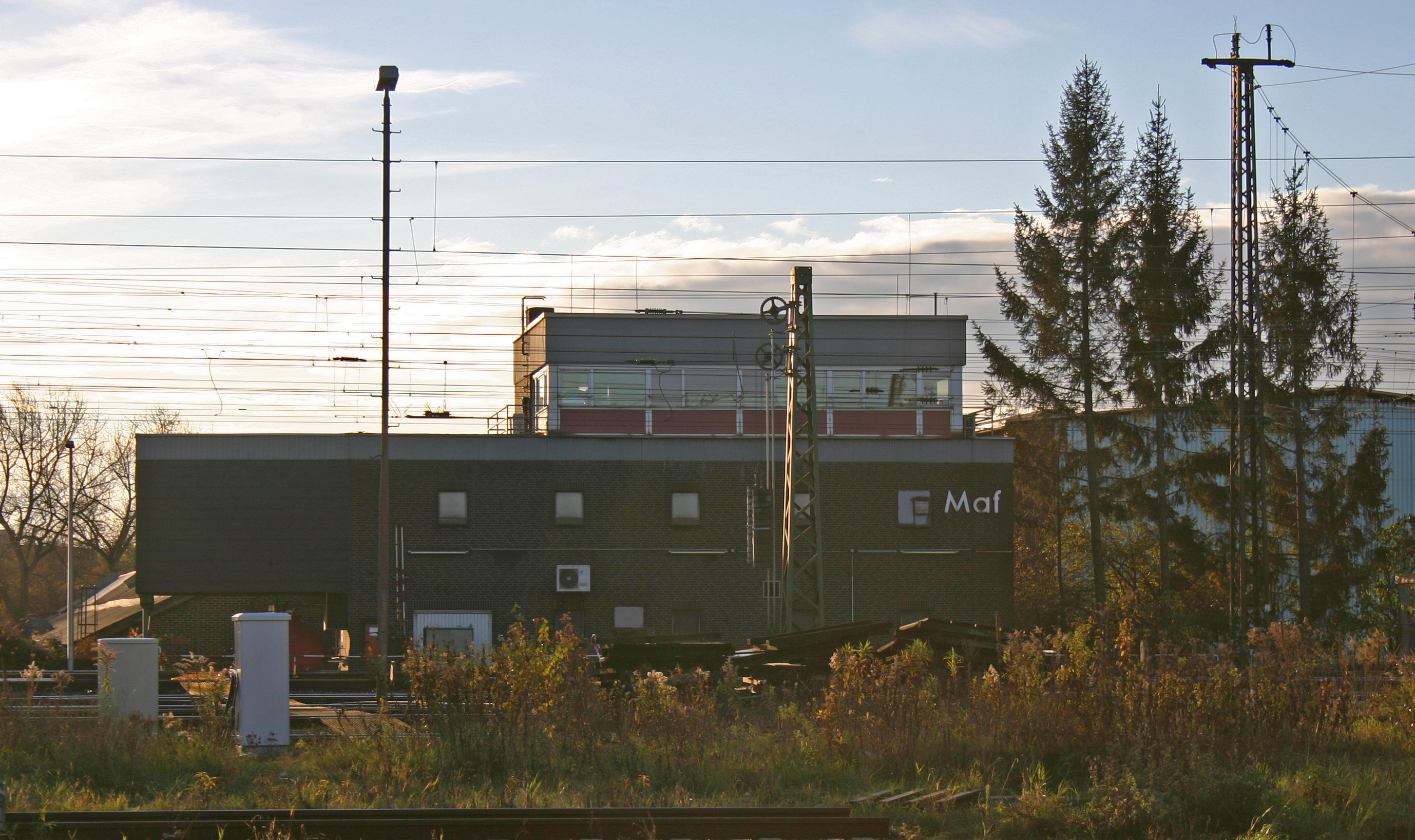
Das Stellwerk „Maf“ in Oberhausen Mathilde ist ein typisches Streckenstellwerk, 2015

Als Streckenstellwerk bezeichnet man eine Form des Zentralstellwerkes, das (überwiegend) für einen Streckenabschnitt (oder einen Teil davon) zwischen zwei Knotenbahnhöfen zuständig ist und die Betriebsstellen auf diesem Abschnitt fernstellt oder fernbedient.

### Knotenstellwerk
Ein Knotenstellwerk ist wie das Streckenstellwerk eine andere gebräuchliche Bezeichnung für ein Zentralstellwerk.

## Kennzeichnung
Stellwerke sind in Deutschland außen am Stellwerksgebäude als solche gekennzeichnet. Zur Unterscheidung der Aufgaben der Stellwerke wählte man im ehemaligen Preußen Buchstabenkürzel. Danach wurde diese Kennzeichnung in allen norddeutschen Direktionsbezirken und schließlich weiträumig bei der damaligen Deutschen Bundesbahn sowie in der Nordhälfte des Netzes der damaligen Deutschen Reichsbahn und in Thüringen eingeführt.
Spezifisch in Deutschland gibt der erste Großbuchstabe den Anfangsbuchstaben des Bahnhofsnamens (meist der Ortsname) an. Der folgende klein geschriebene Buchstabe bezeichnet die Lage des Stellwerks innerhalb eines Bahnhofs nach der Himmelsrichtung Norden („n“), Westen („w“), Süden („s“) und Osten („o“). Die Funktion eines Stellwerks wird durch die Buchstaben „f“ für Fahrdienstleiter- oder „b“ für Befehlsstellwerk sowie „p“, „g“ und „r“ für die Zugehörigkeit zu einem Personen-, Güter- oder Rangierbahnhof angegeben. Weil viele Orte nur über ein Fahrdienstleiterstellwerk verfügen, werden die zusätzlichen Kennungen nur in größeren Bahnhöfen verwendet.
In Sachsen und den süddeutschen Direktionen wurden die Stellwerke in Richtung der Kilometrierung einfach durchnummeriert. Später kennzeichnete man die betriebliche Funktion zusätzlich durch die Kennbuchstaben „B“ für Befehlsstellwerk bzw. -stelle (Fahrdienstleiterstellwerk), „W“ für Wärterstellwerk und „R“ für an Zugfahrten nicht beteiligte Rangierstellwerke. Im DR-Netz wurden Zentralstellwerke ohne abhängige Stellwerke meist „B1“ genannt.
In Österreich (und daher in den meisten Nachfolgestaaten Österreich-Ungarns) und in der Schweiz werden Stellwerke innerhalb eines Bahnhofs in Richtung der Kilometrierung ebenfalls durchnummeriert.

## Betriebszentrale
Eine Betriebszentrale (BZ) ist per Definition kein Stellwerk, da in ihr keine technischen Abhängigkeiten und Sicherungen des Fahrweges hergestellt werden. Sie dient stattdessen in erster Linie zur Lenkung und Steuerung des Bahnbetriebes, insbesondere für die großräumige Disposition weit über den Bereich der einzelnen Stellwerke hinaus.
Wenn die Stellwerke im Einzugsbereich der Betriebszentrale entsprechend „BZ-fähig“ ausgerüstet sind, können in dieser zusätzlich zu den dispositiven Aufgaben auch die Bedienoberflächen von Stellwerken integriert sein. Für eine BZ-fähige Ausrüstung eignen sich elektronische Stellwerke sowie neuere Relaisstellwerke in gleichem Maße.

## Lehrstellwerk
Zur Ausbildung von Fahrdienstleitern und sonstigem Stellwerkspersonal errichteten die Bahnverwaltungen Lehrstellwerke. An den dort vorhandenen mechanischen Stellwerkseinrichtungen werden Grundlagen der Technik vermittelt und Betriebsstörungen auf einer fiktiven Eisenbahnstrecke simuliert. Die Deutsche Bahn musterte diese Einrichtungen weitgehend aus. Nur wenige DB-Trainingszentren (Berlin-Schöneweide, Regensburg und Magdeburg) verfügen daher noch über entsprechende Ausbildungseinrichtungen.
Der Stadt Kornwestheim gehört das historische und denkmalgeschützte Lehrstellwerk Kornwestheim. Es wurde von einem Förderverein restauriert und wieder in Gang gesetzt. Im Rahmen der Ausbildung neuer Fahrdienstleiter stellte die Deutsche Bahn fest, dass viele mechanische Stellwerke, teilweise noch aus der Zeit der Länderbahnen, noch in Betrieb sind. DB InfraGO bildet daher in Kornwestheim (ergänzend zu den Stellwerksimulationen elektronischer Stellwerke der DB Trainingszentren) wieder aus.
Zu Forschungszwecken, zur Ausbildung von Studenten und Vermittlung von Grundwissen im Rahmen einer Weiterbildung an Führungskräfte im Eisenbahnbereich betreiben die verkehrswissenschaftlichen Institute der RWTH Aachen, TU Dresden und der TU Darmstadt jeweils ein Signallabor.

## Museumsstellwerke

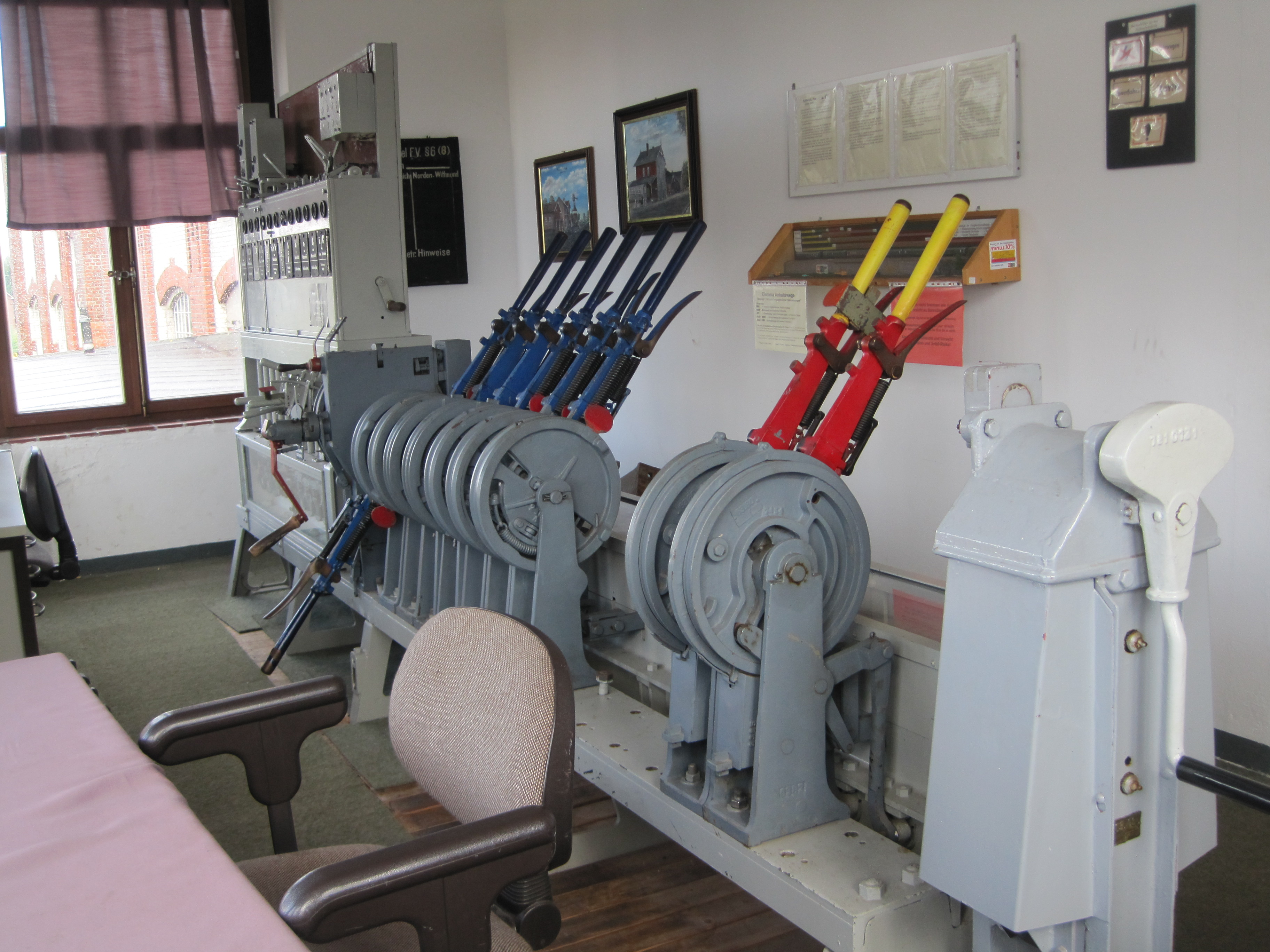
Museumsstellwerk Bauform Jüdel in Norden

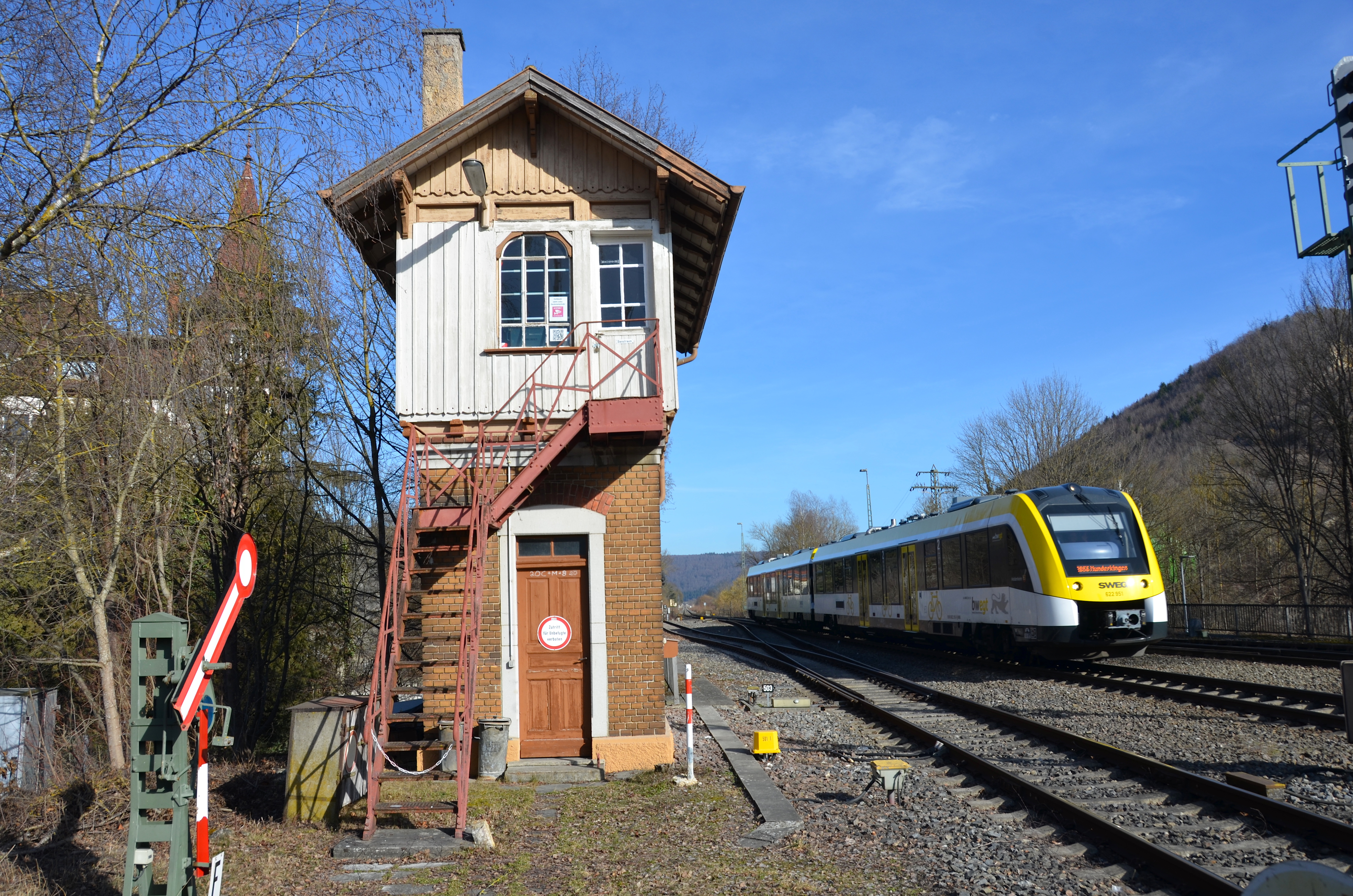
Historischer Stellwerksturm 1 von 1900, heute Museumsstellwerk in Schelklingen

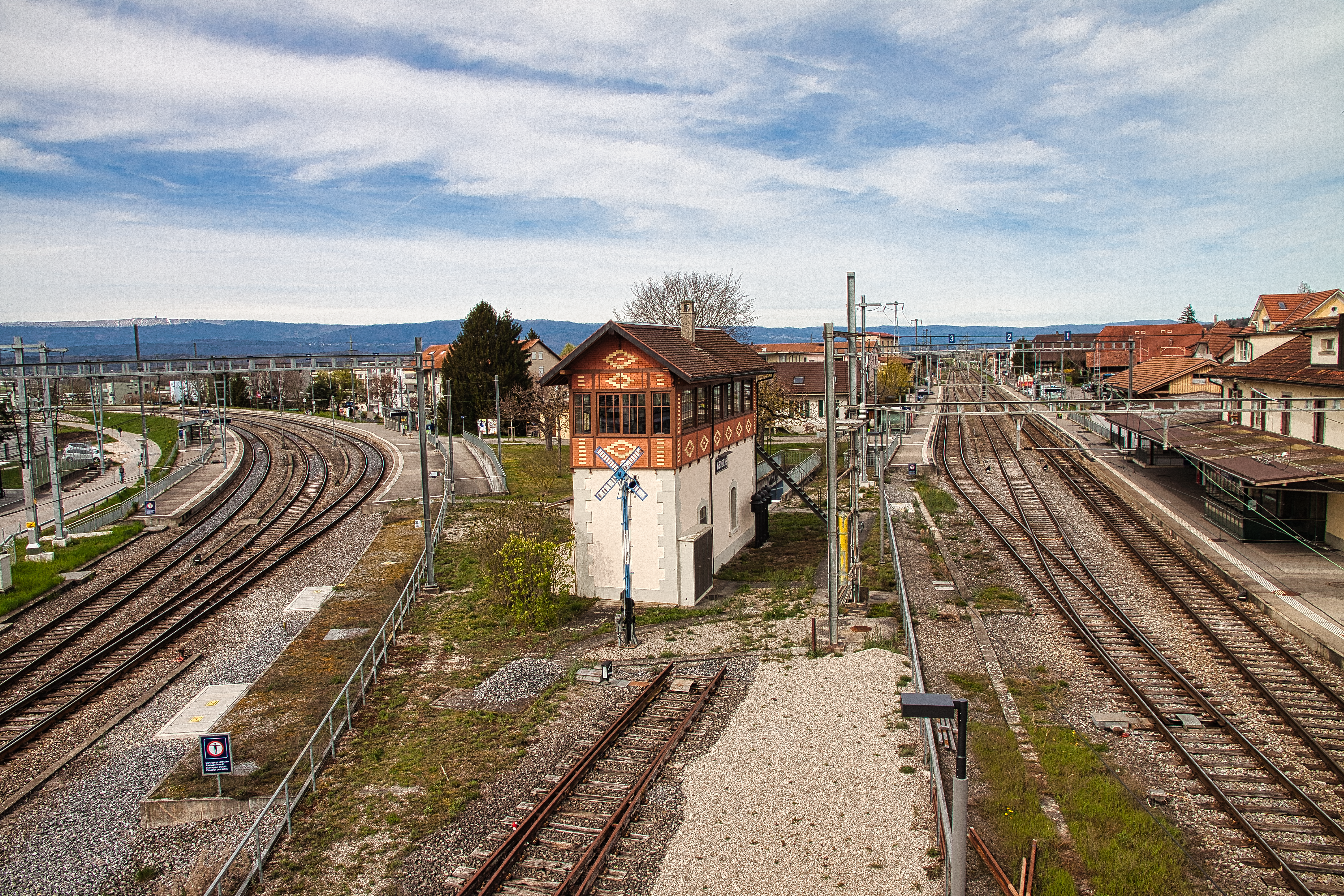
Blick auf das historische Wärterstellwerk, das sich unweit der Kreuzung zweier Hauptbahnlinien befindet. Sichtbar am rechten Bildrand ist das Befehlswerk an der gleisseitigen Außenwand des Empfangsgebäudes des Bahnhofs Kerzers in der Schweiz.

Neben den Museumsbahnen entstanden in den letzten Jahren auch einige Museumsstellwerke, die der interessierten Öffentlichkeit die Funktion der Sicherungstechnik der Eisenbahn näherbringen sollen.
Solche Museumsstellwerke befinden sich im deutschen Sprachraum zum Beispiel in Chemnitz (als Teil des Sächsischen Eisenbahnmuseums sowie des Technikmuseums Seilablaufanlage am „Schauplatz Eisenbahn“), im Freigelände des Verkehrsmuseums Nürnberg, Hagen, Köln-Dünnwald, Lehrte, Rheine, Reinheim, Rotenhain (heute Haltepunkt; Beispiel eines Stellwerks mit Durchschaltung) sowie am Bahnhof Blumberg-Zollhaus der Wutachtalbahn.
Ein großes Museumsstellwerk gehört den Berliner Verkehrsbetrieben (BVG) und befindet sich im Berliner U-Bahn-Museum. Es ist ein elektromechanisches Stellwerk älterer Bauform, das durch ein Spurplanstellwerk der Bauart SpDrS-U abgelöst wurde.
Das historische, im ehemaligen Triebwagen VT 137 137 untergebrachte Lehrstellwerk der Bundesbahndirektion Hamburg befindet sich im Bahnmuseum Lokschuppen Aumühle. Es wird an Besuchertagen vorgeführt.
In der Schweiz wird das mechanische Stellwerk von Kerzers museal erhalten.
Im Eisenbahnmuseum Schwarzenberg wird ein elektromechanisches Stellwerk der Bauform Gaselan betriebsfähig als Museums- und Anschlussbahnstellwerk erhalten. An ausgewählten Tagen ist es der Öffentlichkeit zugänglich.
Im Bahnhof Děčín hlavní nádraží (Bahnstrecke Děčín–Dresden, Tschechien) ist das von der Deutschen Reichsbahn 1941 errichtete elektromechanische Stellwerk seit 2003 als Museum der Öffentlichkeit zugänglich.
In Großbritannien, dem Geburtsland der Stellwerke, wird eine ganze Reihe von mechanischen Stellwerken museal erhalten, darunter jene in St Albans, North Weald und Crewe.
In Österreich sind ebenso einige Stellwerke in Museen betriebsfähig erhalten geblieben: So zum Beispiel sind das Zentralschloss der Weichenschlüssel sowie das 12SA-Stellwerk des Bahnhofes Loich an der Mariazellerbahn, der Rankapparat der Fahrdienstleitung sowie das Stellwerk 2 des Bahnhofes Thalheim-Pöls ebenso betriebsfähig erhalten wie der Rankapparat und das Stellwerk 2 des Bahnhofs Lend in Schwarzach-St. Veit. Die Sammlung Grafenberg beinhaltet das 12SA-Stellwerk des Bahnhofs Steyrling und das Stellwerk 1 des Bahnhofs Absdorf-Hippersdorf.